# Dmytriwka (rejon kramatorski)
Dmytriwka (ukr. Дмитрівка) – wieś na Ukrainie, w obwodzie donieckim, w rejonie kramatorskim, w hromadzie Kramatorsk. W 2001 liczyła 962 mieszkańców.